# Communauté de communes Randon-Margeride
Die Communauté de communes Randon-Margeride (offizielle Schreibweise: Communauté de communes Randon - Margeride) ist ein französischer Gemeindeverband mit der Rechtsform einer Communauté de communes im Département Lozère in der Region Okzitanien. Sie wurde am 30. November 2016 gegründet und umfasst 15 Gemeinden (Stand: 1. Januar 2019). Der Verwaltungssitz befindet sich in der Gemeinde Monts-de-Randon.

## Historische Entwicklung
Der Gemeindeverband entstand mit Wirkung vom 1. Januar 2017 durch die Fusion der Vorgängerorganisationen
- Communauté de communes du Canton de Châteauneuf-de-Randon,
- Communauté de communes Margeride Est
- Communauté de communes de la Terre de Randon.

Mit Wirkung vom 1. Januar 2019 gingen die ehemaligen Gemeinden Ribennes und Lachamp in die Commune nouvelle Lachamp-Ribennes auf und die ehemaligen Gemeinden Rieutort-de-Randon, Estables, Saint-Amans, Servières und La Villedieu gingen in die Commune nouvelle Monts-de-Randon auf. Dadurch verringerte sich die Anzahl der Mitgliedsgemeinden auf 15.

## Mitgliedsgemeinden
| Gemeinde                                | Einwohner 1. Januar 2022 | Fläche km² | Dichte Einw./km² | Code INSEE | Postleitzahl |
| --------------------------------------- | ------------------------ | ---------- | ---------------- | ---------- | ------------ |
| Arzenc-de-Randon                        | 189                      | 69,20      | 3                | 48008      | 48170        |
| Chastel-Nouvel                          | 932                      | 31,50      | 30               | 48042      | 48000        |
| Châteauneuf-de-Randon                   | 518                      | 24,49      | 21               | 48043      | 48170        |
| Chaudeyrac                              | 288                      | 44,10      | 7                | 48045      | 48170        |
| Grandrieu                               | 742                      | 65,37      | 11               | 48070      | 48600        |
| Lachamp-Ribennes                        | 375                      | 50,86      | 7                | 48126      | 48100, 48700 |
| La Panouse                              | 86                       | 37,83      | 2                | 48108      | 48600        |
| Les Laubies                             | 151                      | 22,80      | 7                | 48083      | 48700        |
| Monts-de-Randon                         | 1.209                    | 147,38     | 8                | 48127      | 48000, 48700 |
| Pierrefiche                             | 160                      | 16,82      | 10               | 48112      | 48300        |
| Saint-Denis-en-Margeride                | 142                      | 38,67      | 4                | 48145      | 48700        |
| Saint-Gal                               | 89                       | 9,88       | 9                | 48153      | 48700        |
| Saint-Jean-la-Fouillouse                | 126                      | 29,27      | 4                | 48160      | 48170        |
| Saint-Paul-le-Froid                     | 134                      | 44,17      | 3                | 48174      | 48600        |
| Saint-Sauveur-de-Ginestoux              | 60                       | 22,14      | 3                | 48182      | 48170        |
| Communauté de communes Randon-Margeride | 5.201                    | 654,48     | 8                | –          | –            |